# Damalis speciosa
Damalis speciosa là một loài ruồi trong họ Asilidae. Damalis speciosa được Loew miêu tả năm 1858.